# Valeria Gau
Valeria Gau (4 de octubre de 1992) es una cantante uruguaya. Su estilo principal es la cumbia pop. Se dio a conocer en 2015 con su primer tema, Solo quiero bailar.

## Biografía
Nació en Uruguay el 5 de octubre de 1992. Tiene dos hermanos menores. Desde pequeña presenta una afición al canto, sin embargo, y debido a su timidez, no fue hasta que tenía 21 años que subió su primer video a Facebook, realizando una interpretación de Cicatrices, de Rocío Quiroz. A partir de ese momento, fue contactada por la productora musical NES Producciones, comenzando a grabar varios sencillos con ella.

## Discografía

### Sencillos

##### 2015
- Solo quiero bailar.

##### 2016
- Loca por ti.
- Tú y yo.
- Dónde estás.
- Vienes y te vas.

##### 2017
- Te quiero amar.
- Canciones al oído.
- Cómo va ft. Miway.
- 3 A.M.

##### 2018
- iLegales ft. Marcos Da Costa.
- Algo más.

##### 2019
- Sin nada ft. Pal Bailador.
- Tu juego ft. Rayan B.
- Nada ft. Miway.
- Juego de Amor.
- Bailar Contigo ft. Marka Akme.